# Giuseppe Bastianelli
Giuseppe Bastianelli (Roma, 25 ottobre 1862 – Roma, 30 marzo 1959) è stato un medico italiano.
Fratello maggiore del più noto Raffaele, si interessò inizialmente di chimica, fisiologia e neurologia; successivamente fu attirato dallo studio della fisiopatologia della malaria. Lavorò all'ospedale Santo Spirito a Roma con Ettore Marchiafava, Angelo Celli e Amico Bignami, studiando gli aspetti clinici della malaria. Fu cattedratico all'università di Roma "La Sapienza" e diresse l'Istituto di Malariologia dedicato a Ettore Marchiafava, dove lavorò fino alla propria morte.
Sposò la signora Marion Louise Rawle (1865-1941), cittadina statunitense nata a Philadelphia.
Fu l'unico dei grandi, storici, malariologi italiani a partecipare, nel secondo dopoguerra, alla grande campagna che portò alla completa eradicazione della malaria in Italia.
Fu senatore della XXX legislatura del Regno d'Italia dal 20 dicembre 1939.